# IC 3708
IC 3708 је дио галаксије (напримјер сјајан HII регион) у сазвјежђу Дјевица која се налази на листи објеката дубоког неба у Индекс каталогу.
Деклинација објекта је + 13° 7' 15" а ректасцензија 12h 43m 52,6s.